# Joseph Poucel
Pour les articles homonymes, voir Poucel.
Joseph Poucel (Marseille, 16 juin 1878 - Marseille, 23 avril 1971) est un médecin marseillais, réputé pour ses travaux sur l'hygiénisme et la botanique, également connu comme l'un des pionniers du naturisme en Provence.

## Biographie
Né à Marseille, Joseph Poucel a été chirurgien-chef des hôpitaux de cette ville. Hygiéniste convaincu, il fonde, avec le docteur Casabianca, la société naturiste de Marseille, en 1932. En 1935, il crée un département de Chirurgie infantile à l'Infirmerie protestante de Marseille. 
Excellent botaniste, il réalise plusieurs milliers de planches qui ont été conservées à la Faculté des Sciences de Marseille.

## Postérité et hommages

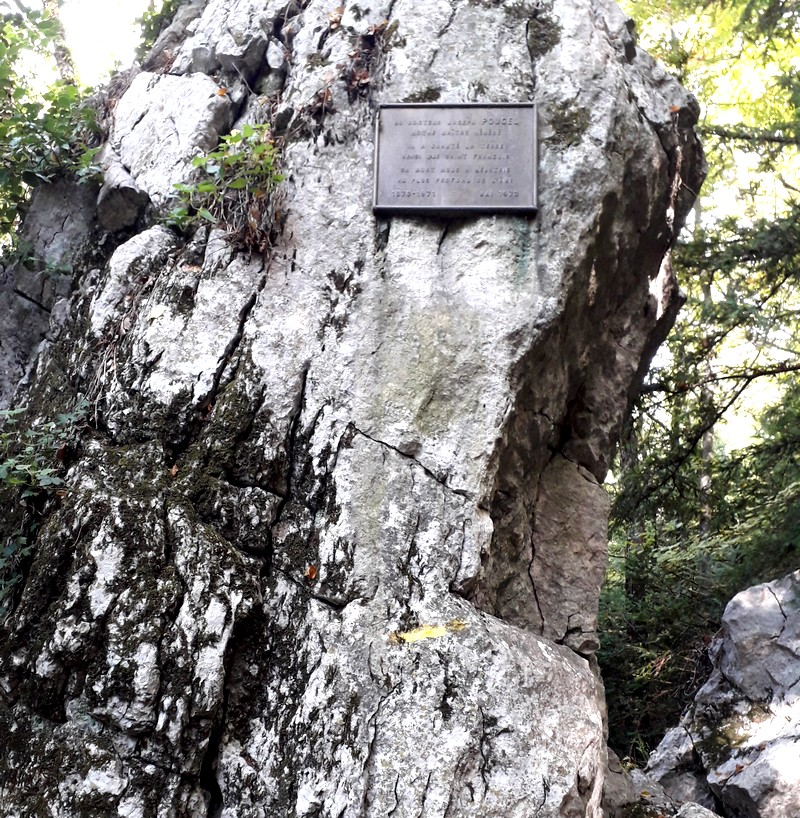
Plaque hommage à J. Poucel, à la Sainte-Baume

En 1972, peu après le centième anniversaire de sa naissance, une plaque commémorative a été scellée dans un rocher sur le « sentier merveilleux » de la Sainte-Baume.
Une rue du 4e arrondissement de Marseille porte son nom.

## Études et publications
- La psychothérapie dans l'intervention chirurgicale, 1904
- Le transformisme jugé par le naturaliste J.-H. Fabre, Paris, Maison de la bonne presse, 1912.
- A la découverte des orchidées de France, Editions Stock, 1942[6]
- L'Art de dormir
- Au hasard des sentiers
- Méthodes naturelles et santé, 1967